# Ichneumon tristis
Ichneumon tristis là một loài tò vò trong họ Ichneumonidae.